# Coptocephala plagiocephala
Coptocephala plagiocephala es un coleóptero de la familia Chrysomelidae.
Fue descrita científicamente en 1792 por Fabricius.